# Babosdöbréte
Babosdöbréte is een plaats (község) en gemeente in het Hongaarse comitaat Zala. Babosdöbréte telt 485 inwoners (2001).